# Taylor Swift
Taylor Alison Swift (ur. 13 grudnia 1989 w Reading) – amerykańska piosenkarka, kompozytorka, producentka muzyczna, multiinstrumentalistka, autorka tekstów i aktorka.
Piosenki Swift oscylują wokół wielu gatunków muzycznych, m.in. country, synth popu, electropopu, popu, teen popu, indie folku, indie popu, chamber popu, indie rocka, soft rocka, pop-rocka, rocka, poezji śpiewanej i power popu.
W wieku 14 lat podpisała kontrakt z wytwórnią muzyczną Big Machine Records. W 2006 wydała swój pierwszy album zatytułowany Taylor Swift, z którym zadebiutowała na piątym miejscu listy Billboard 200, pozostając w notowaniu aż do końca dekady. Trzeci pochodzący z płyty singiel, „Our Song”, znalazł się na szczycie Billboard Hot Country Songs Chart, dzięki czemu stała się najmłodszą artystką, której singiel numer jeden na tejże liście był napisany i wykonany samodzielnie. W listopadzie 2008 wydała album Fearless, z którym również osiągnęła sukces komercyjny. Płyta była najlepiej sprzedającym się albumem w 2009 w Stanach Zjednoczonych, a także zapewnił Swift cztery nagrody Grammy. Single „Love Story” i „You Belong with Me” dotarły do pierwszej piątki Billboard Hot 100. Wszystkie teksty napisane jedynie przez Swift przeistoczyły się w utwory znajdujące się na jej trzeciej płycie, Speak Now, wypuszczonej w 2010. Zadebiutowała na miejscu pierwszym Billboard 200, wraz z mianem singla „Mean” za najlepszy występ solowy w gatunku country i najlepszy utwór country podczas 54. rozdania nagród Grammy. Swój czwarty krążek, zatytułowany Red, wydała w 2012. Promowała go przez single: „We Are Never Ever Getting Back Together” i „I Knew You Were Trouble”. Za piąty album, zatytułowany 1989 z 2014, zgarnęła trzy nagrody Grammy, a pochodzące z niego single „Shake It Off”, „Blank Space” i „Bad Blood” (z gościnnym udziałem amerykańskiego rapera Kendricka Lamara) dotarły na szczyt Hot 100. W 2017 wydała album pt. Reputation, do którego wypuszczono główny singiel, „Look What You Made Me Do”, który został piątym nagraniem zajmującym miejsce pierwsze amerykańskiej listy oraz pierwszym w Wielkiej Brytanii. Dzięki sukcesowi płyty stała się pierwszą artystką, której cztery albumy studyjne sprzedały się zaledwie w tydzień w nakładzie 1 mln kopii w USA.
Jest jedną z najlepiej sprzedających się artystek na całym świecie, mając na swoim koncie więcej niż 50 mln sprzedanych albumów i 150 mln singli. Jest też zwyciężczynią czternastu nagród Grammy, jednej statuetki Emmy czy dwudziestu trzech statuetek Billboard Music Awards, również utrzymuje sześć rekordów w księdze Guinnessa. W 2010, 2015 i 2019 roku znalazła się na liście 100 najbardziej wpływowych ludzi tygodnika Time, a także najlepiej zarabiających artystek, 100 najsilniejszych kobiet i 100 celebrytów i celebrytek magazynu Forbes. W 2021 roku zdobyła nagrodę Grammy w kategorii „Album roku” za płytę „folklore”, stając się pierwszą kobietą, która zdobyła statuetkę w tej kategorii trzy razy. W 2022 roku otrzymała tytuł doktorski honoris causa na Uniwersytecie Nowojorskim z dziedziny sztuk pięknych.
W 2023 została ogłoszona Człowiekiem Roku tygodnika Time. W 2024 roku (jako pierwsza artystka na świecie) po raz czwarty wygrała nagrodę Grammy w kategorii „Album roku” za krążek „Midnights” oraz nagrodę za „Najlepszy wokalny album pop”.
Pod koniec lutego 2024 ustanowiła kolejny rekord listy przebojów Billboardu, prześcigając The Beatles pod względem największej liczby tygodni spędzonych w pierwszej dziesiątce listy przebojów Billboard 200 w ciągu ostatnich 60 lat, wliczając w to wszystkie jej albumy, które znalazły się w pierwszej dziesiątce listy przebojów. Na najnowszej liście przebojów Billboard 200 (z 2 marca) Swift ma trzy albumy w pierwszej dziesiątce, co zwiększa jej łączną liczbę tygodni w pierwszej dziesiątce do 384. Dotychczasowy rekord The Beatles wynosił 382 tygodnie.

## Rodzina i edukacja
Urodziła się 13 grudnia 1989 w Reading w Pensylwanii. Jest córką Scotta Kingsleya Swifta i jego żony, Andrei Gardner z domu Finlay, którzy pobrali się w 1988 i rozwiedli w 2011. Jej babka, Marjorie Finlay, była śpiewaczką operetkową i musicalową. Ma korzenie szkockie, niemieckie i włoskie. Otrzymała imię na cześć piosenkarza Jamesa Taylora, ale też dlatego, że jej matce zależało, by córka nosiła imię neutralne płciowo. Pochodzi z majętnej rodziny – ojciec jest doradcą finansowym i był założycielem Swift Group zajmującej się bankowością inwestycyjną, a matka przed porzuceniem kariery zawodowej na rzecz zajmowania się domem pracowała jako dyrektorka ds. marketingu w agencji reklamowej. Ma młodszego brata, Austina (ur. 1993). Określa siebie jako chrześcijankę. Kiedy była dzieckiem, mieszkała na 11-akrowej farmie choinek na przedmieściach Reading. Chodziła do przedszkola w Alvernia Montessori School prowadzonego przez siostry bernardynki, a później do prestiżowej Wyndcroft School w Pottstown (Pensylwania). W 1997 przeniosła się z rodziną do Wyomissing, gdzie uczęszczała do szkoły podstawowej i średniej. Wakacje spędzała w Stone Harbour w New Jersey, gdzie znajdował się drugi dom rodziców. Kiedy skończyła 14 lat, jej rodzina przeniosła się do Hendersonville (Tennessee), gdzie z początku uczęszczała do szkoły średniej, ale ostatecznie ukończyła edukację domową.

## Kariera muzyczna

### Początki muzyczne
Kiedy miała sześć lat, zaczęła pisać swoje pierwsze opowiadania i wiersze. Będąc w czwartej klasie szkoły podstawowej, zwyciężyła w krajowym konkursie literackim dzięki trzystronnicowemu poematowi Monster in My Closet. W wieku 10 lat zaczęła pisać piosenki, które następnie wykonywała na lokalnych konkursach, imprezach okolicznościowych i festiwalach. Ze względu na swoje zainteresowanie muzyką i niechęć do imprezowania była prześladowana przez rówieśniczki w szkole, a towarzyszące jej wówczas emocje opisywała w piosenkach, np. „The Outside”. Była członkinią Teatru Akademickiego Berks Youth w Wyomissing. Raz na tydzień razem z mamą jeździła do Nowego Jorku, gdzie pobierała lekcje śpiewu i aktorstwa.
Kiedy skończyła 11 lat, wygrała lokalny konkurs talentów. Dzięki temu zwycięstwu wystąpiła przed Charliem Danielsem. Gdy miała 12 lat, informatyk pokazał jej trzy akordy na gitarze, czym zapoczątkował u niej chęć uczenia się gry na instrumentach. Po tym napisała swoją pierwszą piosenkę, „Lucky You”. Zainspirowana karierami Dolly Parton i Shanii Twain, namówiła matkę na wyjazd do Nashville, miasta uznawanego za kolebkę muzyki country. Odwiedziła tamtejsze siedziby wszystkich wytwórni płytowych i pozostawiała w nich dema ze swoim wykonaniami piosenek, ale żadna z firm nie zdecydowała się na współpracę. Wkrótce została dostrzeżona przez Dana Dmytrowa, który objął ją opieką menedżerską. Z jego pomocą wzięła udział w sesji zdjęciowej do rubryki o obiecujących młodych talentach w muzyce i sztuce sponsorowanej przez markę Abercrombie & Fitch i publikowanej w miesięczniku „Vanity Fair”. W 2002 zaśpiewała podczas turnieju tenisowego US Open, a jej wykonanie Hymnu Stanów Zjednoczonych Ameryki spotkało się z dużym zainteresowaniem. Pracowała jako wolontariuszka przy Country Music Festivalu.
Po zawarciu umowy z wytwórnią RCA Records na zasadzie tzw. development deal, przeniosła się z rodzicami na przedmieścia Nashville, gdzie pisała teksty z lokalnymi twórcami, takimi jak Troy Verges, Bret Beavers, Bret James, Mac McAnally czy bracia Warren. Wkrótce, mając zaledwie 14 lat, została najmłodszą tekściarką zatrudnioną przez Sony/ATV Music Publishing, w której pisała teksty dla innych wykonawców. Promowała swoją muzykę na platformie MySpace, na której obserwowało ją 45 mln słuchaczy. Po jakimś czasie, rozczarowana zwłoką wytwórni w nagraniu jej debiutanckiego materiału, zerwała kontrakt z RCA Records i poświęciła się śpiewaniu w lokalnych kawiarniach i pubach. Podczas jednego z występów w Bluebird Café została dostrzeżona przez Scotta Borchotte i zawarła umowę z jego nowo powstałą wytwórnią Big Machine, której udziałowcem został ojciec Swift. W tym okresie napisała także swoją pierwszą powieść – Girl Named Girl.

### 2004–2008:Taylor Swift
Z pomocą menedżera nawiązała współpracę z tekściarką Liz Rose, która pomogła jej tworzyć piosenki na debiutancki album. Rose mówiła później o spotkaniach ze Swift: „Właściwie byłam tylko jej redaktorem. Pisała o tym, co zdarzyło się u niej w szkole. Miała jasną wizję tego, co chce przekazać. I przychodziła z niesamowitymi tekstami.” Swift zaczęła również współpracować z producentem muzycznym Nathanem Chapmanem. Rozwiązała współpracę również z Danem Dmytrowem, który później pozwał Swift i jej rodziców, ale sędzia w 2010 unieważnił sześć jego roszczeń; pozostałe sprawy zostały rozstrzygnięte przed sądem. Borchetta zorganizował występ Swift jako supportu na CMA Music Festival.
W 2006 wydała swój debiutancki singiel – „Tim McGraw”, z którym dotarła do szóstego miejsca na liście Hot Country Songs. Do piosenki zrealizowała teledysk. 24 października tego samego roku wydała swój debiutancki album studyjny, zatytułowany po prostu Taylor Swift, który rozszedł się w 39 tys. kopiach w pierwszym tygodniu po premierze. Z płytą dotarła do piątego miejsca na liście Billboard 200 i do pierwszego miejsca na Top Country Albums, na której pozostawała przez 24 tygodnie. Za wideoklip do pochodzącego z albumu utworu „Tim McGraw” odebrała nagrodę dla przełomowego teledysku na gali rozdania CMT Music Awards 2007. Wystąpiła na Country Music Festivalu. 15 maja 2007 zaśpiewała „Tim McGraw” na gali Academy of Country Music Awards. W tym samym roku wystąpiła jako support podczas trasy koncertowej Soul2Soul Faith Hill i Tima McGrawa, później supportowała także George’a Straita, Brada Paisleya i Rascal Flatts. 24 lutego 2007 wydała singiel „Teardrops on My Guitar”, z którym dotarła do drugiego miejsca na Hot Country Songs i 33. miejsca na Billboard Hot 100, a popowy remiks tego utworu zajął 13. miejsce na Hot 100 i 11. miejsce na Pop 100. W październiku 2007 Swift otrzymała nagrodę dla najlepszej wokalistki/autorki tekstów przyznaną przez Nashville Songwriters Association International, stając się tym samym najmłodszą wokalistką w historii, która zdobyła tę statuetkę.

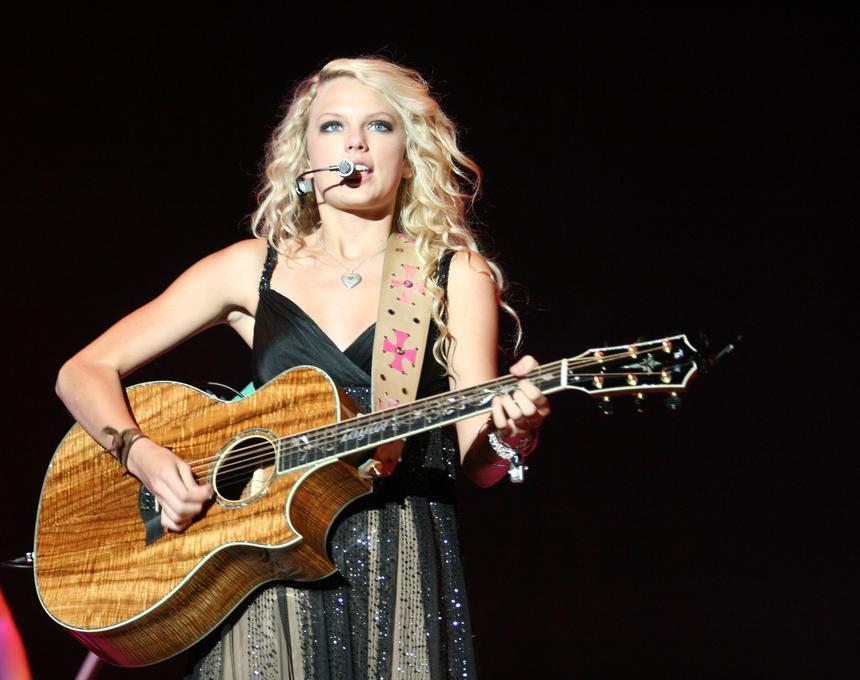
Swift (2007)

Z trzecim singlem z debiutanckiej płyty, „Our Song”, dotarła – jako najmłodsza tekściarka i piosenkarka w historii – na szczyt listy Hot Country Songs, na którym utrzymała się przez sześć tygodni, ponadto zajęła 16. miejsce na Hot 100 i 24. miejsce na Pop 100. Za sprzedaż singla w ponad 2 mln egzemplarzy w Stanach Zjednoczonych uzyskała certyfikat podwójnie platynowej płyty. „Should’ve Said No” był drugim singlem numer jeden na liście Hot Country Songs w karierze Swfit. Stała się pierwszą artystką w historii muzyki rozrywkowej, której pięć utworów z debiutanckiej płyty dostało się na amerykańską listę przebojów. Również w 2007 wydała świąteczny album pt. Sounds of the Season: The Taylor Swift Holiday Collection, który dostępny był ekskluzywnie w sieci Target. Odebrała Horizon Award 2007 dla najlepszego nowego artysty country. W 2008 była nominowana do nagrody Grammy dla najlepszego nowego artysty.
Latem  2008 wydała minialbum pt. Beautiful Eyes, dostępny wyłącznie w sieci sklepów Walmart. W pierwszym tygodniu EP-ka rozeszła się w 45 tys. kopii i zadebiutowała na szczycie Top Country Albums, a także na dziewiątym miejscu na Billboard 200. W tym samym tygodniu na drugim miejscu na liście Top Country Albums przebywała płyta Taylor Swift, co uczyniło Swift pierwszą artystką od 1997, której dwa wydawnictwa zajmowały czołowe pozycje tego notowania.

### 2008–2009:Fearless
11 listopada 2008 wydała album pt. Fearless, z którym zadebiutowała na szczycie Billboard 200 z wynikiem 592 304 kopii sprzedanych w pierwszym tygodniu po premierze, z czego ponad 129 tys. wyniosła sprzedaż cyfrowa, co uczyniło płytę albumem country z największą tygodniową sprzedażą cyfrową w historii. W ósmym tygodniu od premiery zakup albumu w formie digital download wyniósł w sumie 338 467 kopii, czyniąc z Fearless najlepiej sprzedające się cyfrowo wydawnictwo country w historii (drugie miejsce pod tym względem należy do debiutanckiej płyty artystki – 236 046 pobrań). Fearless spędził na szczycie Billboard 200 aż 11 tygodni, więcej od jakiejkolwiek innej płyty od 2000. W listach podsumowujących sprzedaż albumów w 2008 Fearless uplasował się na trzecim miejscu z 2,1 mln kopii (szóste miejsce w tym zestawieniu zajął album Taylor Swift ze sprzedażą 1,5 mln egzemplarzy). Krążek osiągnął także najlepszy wynik jednotygodniowej sprzedaży ze wszystkich albumów country, które ukazały się w 2008. Była to także największa tygodniowa sprzedaż w Stanach Zjednoczonych pośród wokalistek, a także czwarta ze wszystkich płyt z tegoż roku, za Lil Wayne’em, AC/DC oraz Coldplay. Fearless był pierwszym żeńskim albumem country, który pozostał przez osiem tygodni na szczycie Billboard 200.

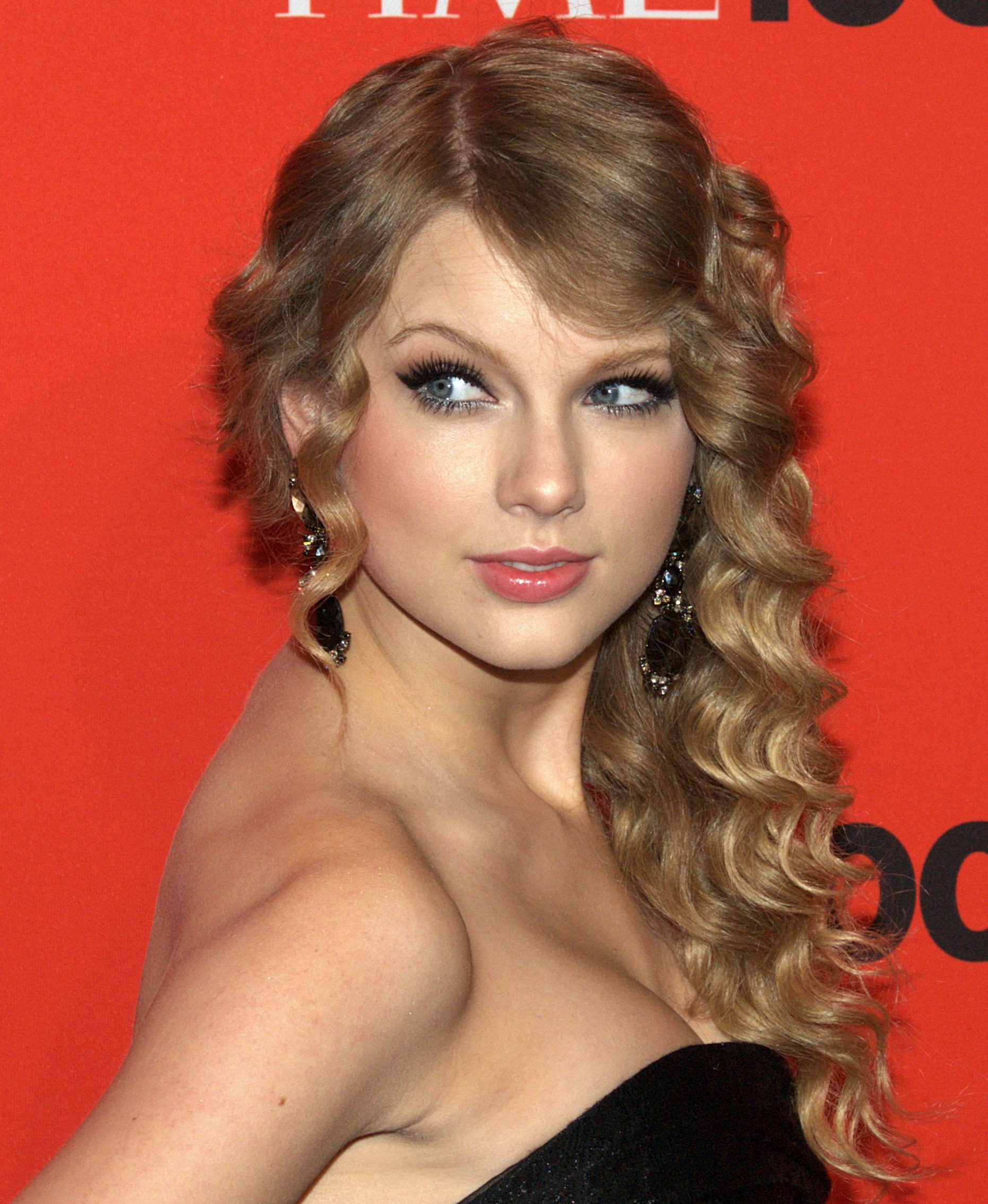
Swift na gali Time 100 (2010)

W debiutanckim tygodniu siedem utworów z Fearless uplasowało się na liście Billboard Hot 100, czym Swift wyrównała rekord Miley Cyrus dla największej liczby piosenek jednego artysty w tym samym notowaniu; w sumie 11 z 13 ścieżek z albumu zajęło miejsca na Hot 100. Pochodzący z płyty utwór „Change” został wydany na albumie kompilacyjnym pt. AT&T Team USA Soundtrack, wspierającym reprezentację Stanów Zjednoczonych na Letnich Igrzyskach Olimpijskich 2008 w Pekinie, a także znalazł się na ścieżce dźwiękowej podczas relacji z Igrzysk w NBC. 12 września 2007 wydała główny singiel z Fearless – „Love Story”, a nakręcony do jiego wideoklip inspirowany był dramatem Romeo i Julia. Utwór uplasował się na czwartym miejscu na liście Billboard Hot 100 i zyskał certyfikat czterokrotnie platynowej płyty w Stanach Zjednoczonych za sprzedaż w ponad 4 mln kopii. „Love Story” stał się pierwszym utworem country w 16-letniej historii listy, który zajął pierwsze miejsce na Top 40 Mainstream. Drugi singiel, „White Horse”, został wydany 8 grudnia 2008, a nakręcony do niego teledysk miał premierę 7 lutego 2009 na antenie CMT. Kolejna piosenka z płyty, „Forever & Always”, oparta była na związku wokalistki z Joe Jonasem.
Swift była pierwszą artystką w historii Nielsen SoundScan, której dwa albumy zajęły miejsca w czołowej dziesiątce listy podsumowującej całoroczną sprzedaż płyt. W 2009 stała się pierwszą artystką country, której trzy piosenki zostały zakupione cyfrowo co najmniej 2 miliony razy. Była także najlepiej sprzedającym się artystą country 2008 na świecie oraz siódmą najlepiej sprzedającą się artystką na przestrzeni wszystkich gatunków tegoż okresu w Kanadzie. Fearless i Taylor Swift zajęły pierwsze dwa miejsca na liście podsumowującej sprzedaż całoroczną płyt country w 2008.
25 października 2008 zaśpiewała Hymn Stanów Zjednoczonych Ameryki podczas trzeciego meczu w ramach World Series w Filadelfii. W styczniu 2009 ogłosiła rozpoczęcie północnoamerykańskiej trasy koncertowej Fearless Tour, która objęła 52 miasta w 38 stanach i prowincjach Stanów Zjednoczonych oraz Kanady. 8 października 2009 poinformowała, że zagra dodatkowych 37 koncertów w 2010. 8 lutego 2009 zaśpiewała w duecie z Miley Cyrus swoją piosenkę „Fifteen” podczas 51. ceremonii rozdania nagród Grammy. W tym samym tygodniu „Love Story” stał się najczęściej kupowanym cyfrowo singlem country w historii. Po premierze Fearless nagrała utwór „Crazier”, który został wydany na ścieżce dźwiękowej filmu Hannah Montana: Film. W kwietniu 2009 po raz pierwszy pojawiła się jako gość muzyczny i współprowadząca w programie Saturday Night Live.

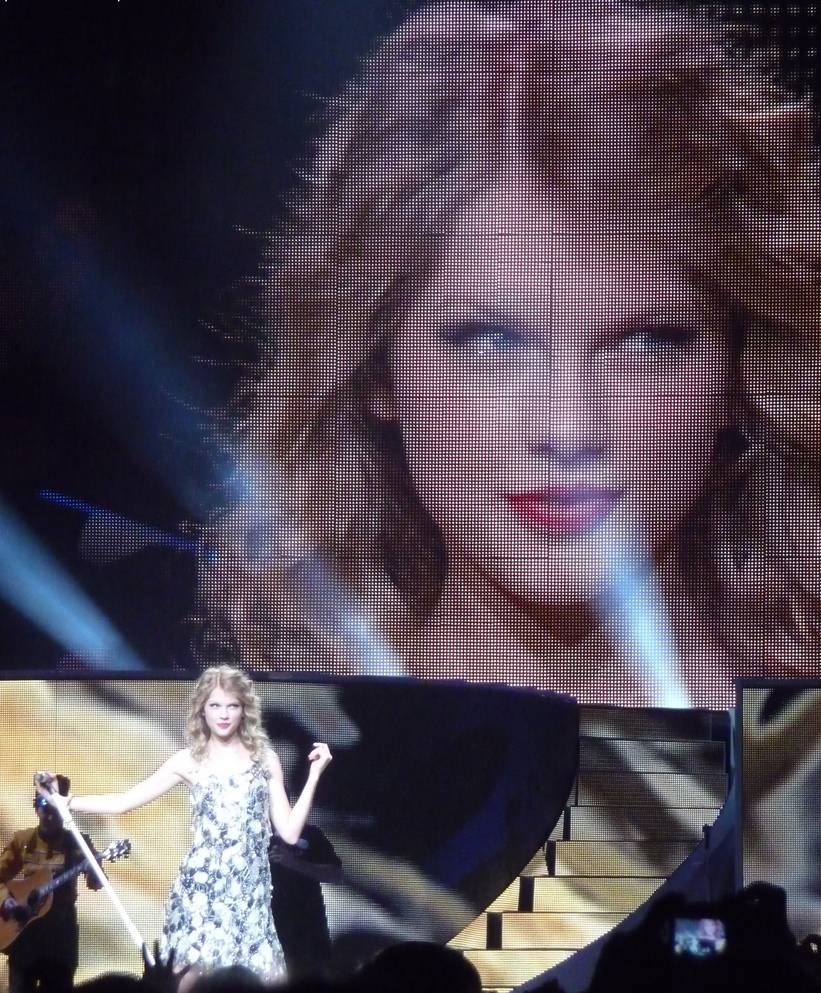
Swift podczas trasy koncertowej Fearless (2009)

Była najmłodszą artystką w historii, która otrzymała nagrodę Academy of Country Music dla albumu roku. Akademia w uzasadnieniu wyróżniła Swift za sprzedaż największej liczby albumów ze wszystkich artystów, sukces debiutanckiej płyty i popularyzację tego gatunku wśród młodszych odbiorców.

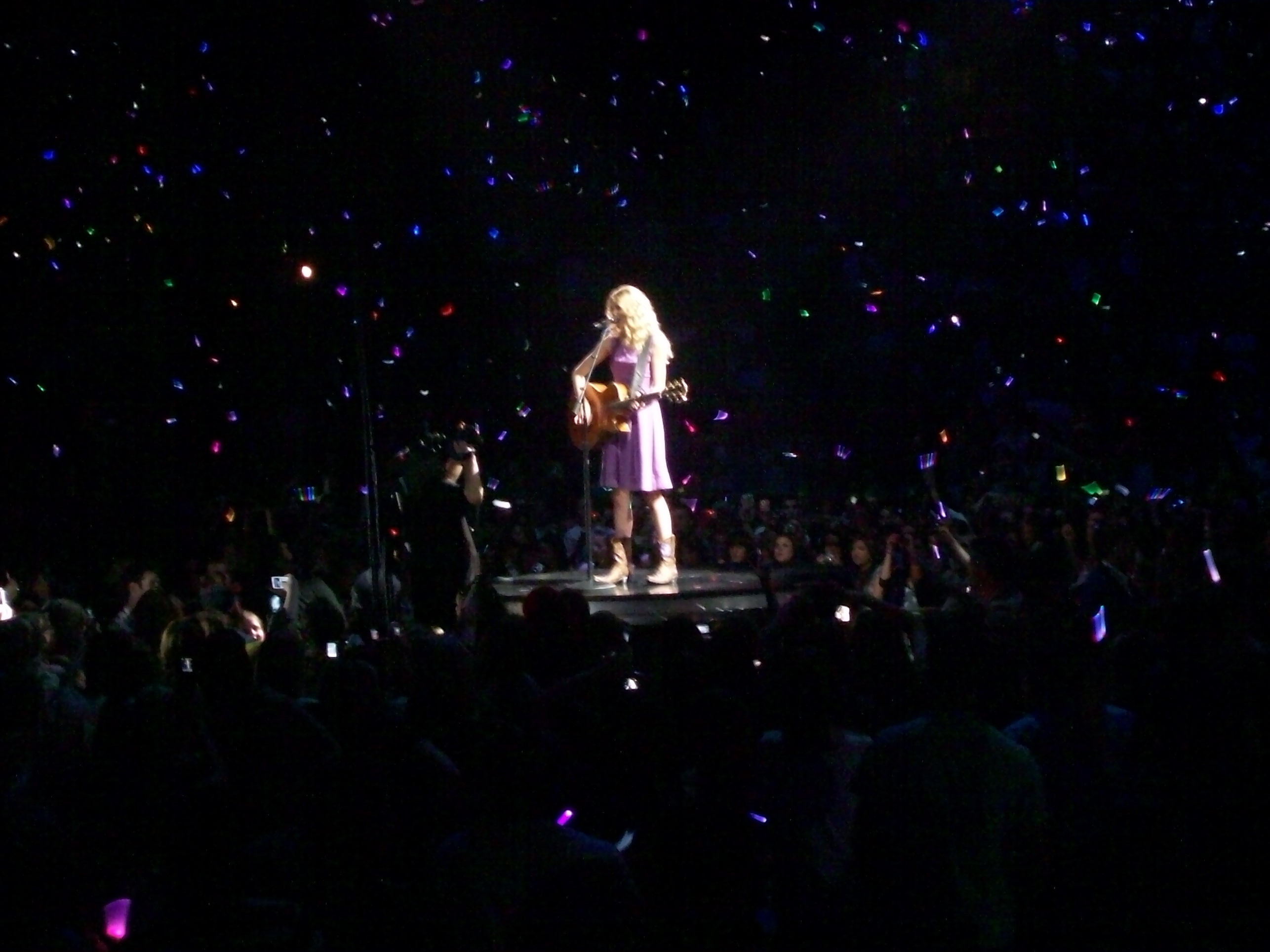
Swift podczas koncertu w Scottrade Center w St. Louis (2009)

28 kwietnia 2009 dała prywatny, darmowy koncert dla uczniów Bishop Ireton High School, małej katolickiej szkoły w Alexandrii w stanie Wirginia, która zwyciężyła w krajowym konkursie TXT 2 WIN zorganizowanym przez Verizon Wireless. 11 listopada 2009 stała się najmłodszą artystką, która otrzymała statuetkę Country Music Association Award dla artysty roku, będąc jednocześnie szóstą kobietą w historii, która otrzymała najważniejsze wyróżnienie CMAA. 14 listopada 2009 ustanowiła nowy rekord dla największej liczby piosenek jednej artystki, przebywających jednocześnie na liście Billboard Hot 100, z ośmioma utworami. Były wśród nich single: „You Belong with Me” (14.), „Forever & Always” (34.) i „Fifteen” (46.), a także pięć nowych ścieżek z reedycji Fearless: „Jump Then Fall” (10.), „Untouchable” (19.), „The Other Side of the Door” (22.), „Superstar” (27.) i „Come in With the Rain” (30.). W tym samym tygodniu na 80. miejscu notowania uplasował się utwór „Two Is Better Than One” Boys Like Girls nagrany z udziałem Swift. Tym samym w jednym tygodniu w notowaniu zadebiutowało sześć piosenek Swift, co również stanowiło nowy rekord.
Fearless był najlepiej sprzedającym się albumem w Stanach Zjednoczonych w 2009, rozchodząc się w ponad 3,2 milionach kopii. „You Belong with Me” i „Love Story” zajęły pierwsze dwa miejsca na liście najczęściej odtwarzanych utworów na antenach stacji radiowych w tym samym roku. Swift poza tym uplasowała się na szczycie listy artystów, których piosenki były najczęściej emitowane w radiach (1.29 mln odtworzeń).

#### Incydent na MTV VMA

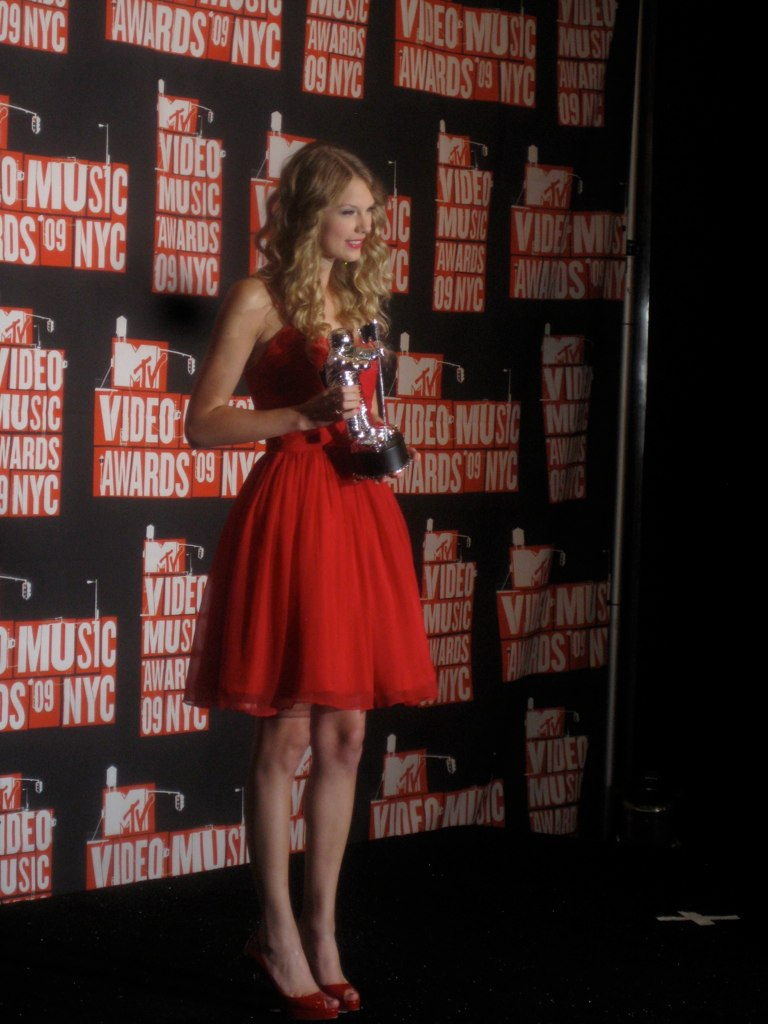
Swift na gali MTV Video Music Awards 2009

13 września 2009 roku na gali MTV Video Music Awards otrzymała nagrodę dla najlepszego żeńskiego teledysku za „You Belong with Me”. Stała się jednocześnie pierwszą artystką country w historii, która zdobyła statuetkę VMA. Kiedy wygłaszała podziękowania, na scenie pojawił się raper Kanye West, który odebrał jej mikrofon i pogratulował, po czym dodał, że „to Beyoncé tworzy najlepsze wideoklipy wszech czasów” („Single Ladies (Put a Ring on It)”, również nominowany w tej kategorii). Jego wypowiedź spotkała się z negatywną reakcją publiczności, a sama Taylor nie dokończyła swojego przemówienia. Kilkadziesiąt minut później, kiedy Knowles otrzymała nagrodę dla najlepszego wideoklipu za „Single Ladies (Put a Ring on It)”, powiedziała: „Pamiętam, jak w wieku 17 lat wygrałam swoją pierwszą nagrodę MTV z Destiny’s Child i była to jedna z najbardziej ekscytujących chwil w moim życiu. Dlatego chciałabym, aby Taylor wróciła na scenę i miała swój moment”. West krótko po incydencie zamieścił na swoim blogu przeprosiny wobec Swift, które jednak szybko zniknęły ze strony. Zachowanie rapera zostało potępione przez wiele gwiazd show-biznesu, a także prezydenta Baracka Obamę. West zamieścił później kolejne przeprosiny na swoim blogu, a następnego dnia, podczas wizyty w programie The Jay Leno Show, publicznie przeprosił Swift za swoje zachowanie. 15 września 2009 w programie The View opowiedziała o tym, co myślała w drodze na scenę: „Wow, nie mogę uwierzyć, że wygrałam. To niesamowite. Tylko się nie potknij i nie upadnij. Podziękuję fanom, bardzo się cieszę. O, jest i Kanye West. Świetna fryzura. Co tutaj robisz?”, a później: „Ouch. Chyba nie podziękuję fanom. Nie powiem, że nie przytłoczyła mnie ta sytuacja, ale kilka minut później miałam wystąpić, więc musiałam doprowadzić się do stanu, w którym mogłabym zaśpiewać”. Dodała, że West nie rozmawiał z nią od czasu incydentu. Raper po występie w The View skontaktował się ze Swift i osobiście ją przeprosił, a one przyjęła przeprosiny.

### 2010–2012:Speak Now

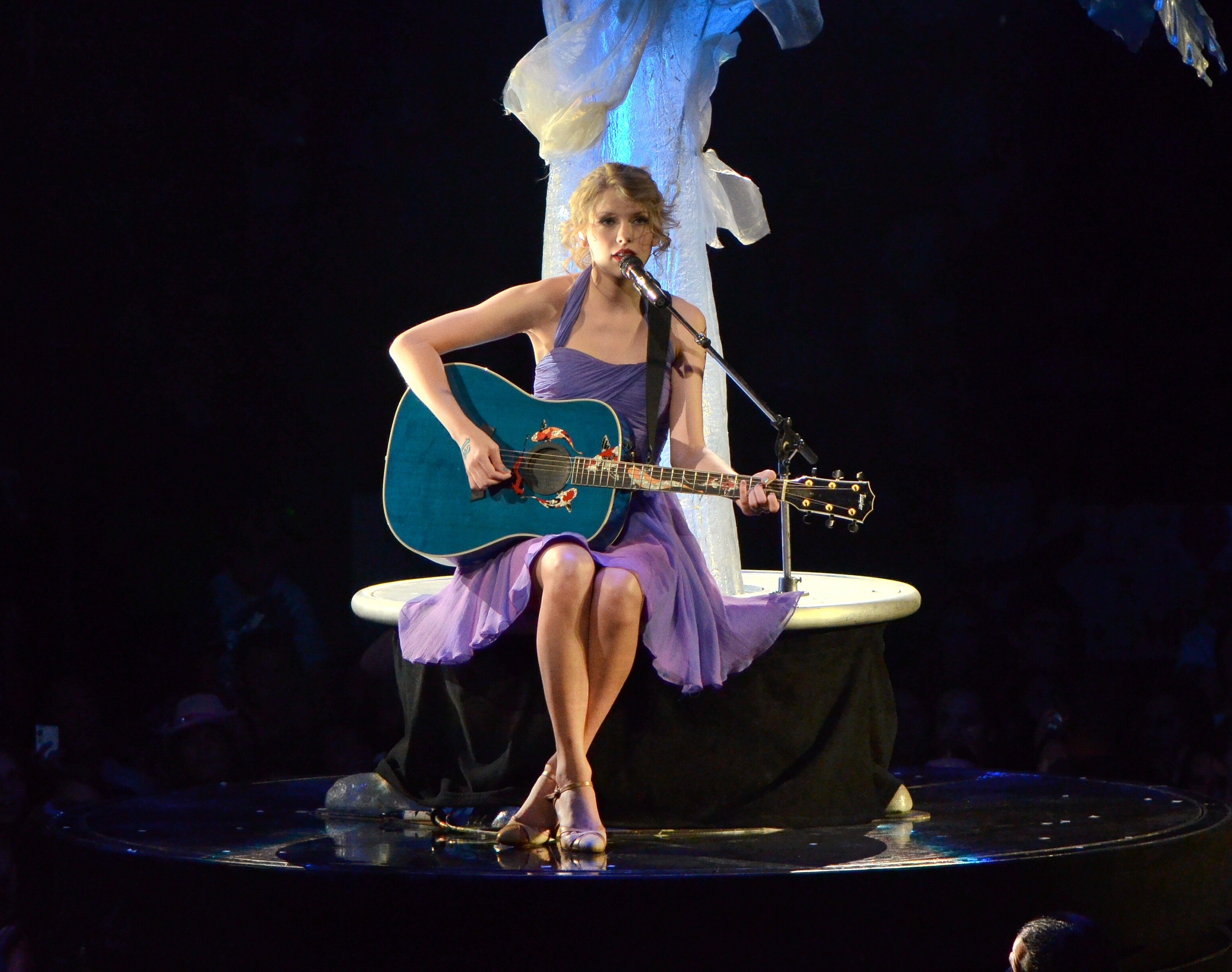
Swift podczas trasy Speak Now Tour (2011)

19 stycznia 2010 wydany został singiel „Today Was a Fairytale”, pochodzący ze ścieżki dźwiękowej filmu Walentynki, w którym Swift zadebiutowała aktorsko. Piosenka zajęła drugie miejsce na liście Hot 100, rozchodząc się w pierwszym tygodniu w ponad 325 tys. kopii, czym Swift ustanowiła nowy rekord dla pierwszotygodniowej sprzedaży żeńskiego utworu. „Today Was a Fairytale” zadebiutował na szczycie Billboard Canadian Hot 100, stając się pierwszym singlem numer jeden Swift w Kanadzie. 22 stycznia 2010 artystka wystąpiła podczas charytatywnego telethonu Hope for Haiti Now: A Global Benefit for Earthquake Relief, na którym zaśpiewała cover utworu „Breathless” zespołu Better Than Ezra. W lutym 2010 otrzymała nagrodę Grammy za album roku (Fearless), a na gali rozdania nagród zaśpiewała piosenkę „Rhiannon” zespołu Fleetwood Mac i własny utwór „You Belong with Me” w duecie ze Stevie Nicks. W tym samym roku w ramach trasy koncertowej Fearless Tour zagrała w pięciu australijskich miastach.
25 października 2010 wydała album pt. Speak Now, na który napisała teksty do wszystkich piosenek, a ich współproducentem był Nathan Chapman. 4 sierpnia, na kilka dni przed planowanym wydaniem, główny singiel z płyty, do sieci wyciekł singiel „Mine”, dlatego wytwórnia Big Machine Records zdecydowała się przyspieszyć oficjalną premierę piosenki. Utwór zadebiutował na trzecim miejscu Billboard Hot 100 i pierwszym miejscu Hot Digital Songs, rozchodząc się w ciągu czterech dni w 297 tys. kopii. Speak Now zadebiutował na szczycie Billboard 200, rozchodząc się w pierwszym tygodniu w 1 047 000 egzemplarzy w Stanach Zjednoczonych, stając się tym samym pierwszym albumem od 2008 (Tha Carter III Lila Wayne’a), którego sprzedaż przekroczyła milion kopii w ciągu siedmiu dni. Speak Now został 16. płytą w historii, która rozeszła się w premierowym tygodniu w ponad milionowym nakładzie. Był to także najlepszy tygodniowy wynik od 2005 roku, kiedy to The Massacre 50 Centa sprzedała się w 1 141 000 kopii.

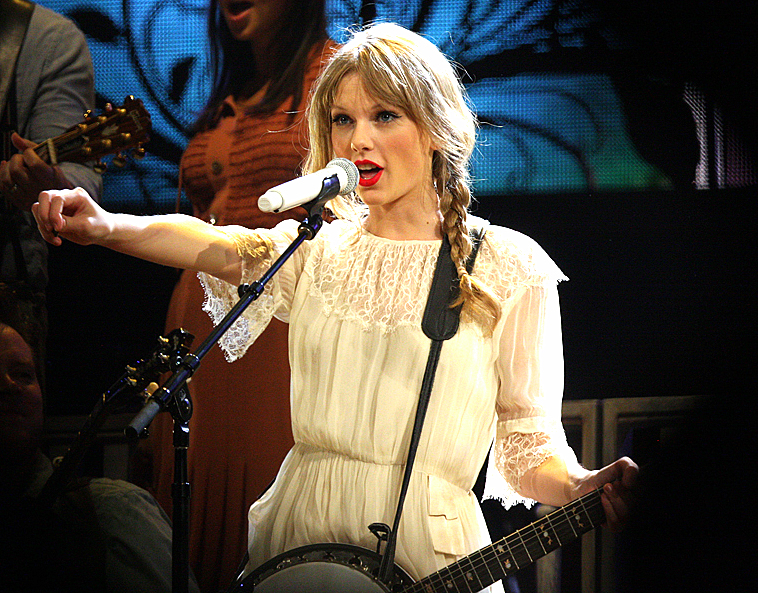
Swift w Sydney podczss trasy Speak Now Tour (2011)

W 2010 albumy Swift znalazły na terenie Stanów Zjednoczonych 4 470 000 nabywców, czyniąc z niej najlepiej sprzedającego się artystę tego roku na rynku amerykańskim; Speak Now był ponadto trzecią najlepiej sprzedającą się płytą w 2010 w Stanach Zjednoczonych, rozchodząc się w niespełna 3 milionach egzemplarzy. Magazyn Rolling Stone umieścił Swift na liście 16 królowych popu dekady 2000–2009.
21 listopada 2011 premierę miał pierwszy album koncertowy Swift pt. Speak Now World Tour: Live, zawierający zapis materiału z 17 koncertów wokalistki. W lutym 2012 na 54. gali rozdania nagród Grammy otrzymała statuetkę za najlepszą piosenkę country i najlepsze wykonanie piosenki country (obie za „Mean”). Została nazwana Pisarką Tekstów Piosenek roku/Artystką Roku przez Stowarzyszenie Kompozytorów Nashville w 2010/2011, a także utytułowana Wokalistką Roku przez Akademię Muzyki Country (2011/2012) i Stowarzyszenie Muzyki Country w 2011 roku. Była artystką roku American Music Awards, a „Speak Now” nazwany został ulubionym albumem country w roku 2011. Swift stała się laureatką trzech nagród BMI. Billboard nadał artystce tytuł Kobiety Roku 2011 i umieścił ją w rankingu pod numerem 15 na liście Top 20 Hot 100 Songwriters 2000–2011; była drugą najwyżej rangowaną kobietą. Swift zajęła drugie miejsce na liście Rolling Stone’s, Top 16 „Królowe Popu” dekady.
W marcu 2012 napisała dwie piosenki na ścieżkę dźwiękową do filmu Igrzyska śmierci: „Safe & Sound” (określony przez „Billboard” jako „najładniejsza ballada Swift”), który sprzedał się w ponad milionie egzemplarzy w Stanach Zjednoczonych, i„Eyes Open”. Poza tym zaśpiewała w utworze „Both Of Us” rapera B.o.B, wyprodukowanego przez Dr. Luke. Utwór pochodzi z drugiego albumu producenta i tekściarza Strange Clouds.

### 2012–2013:Red

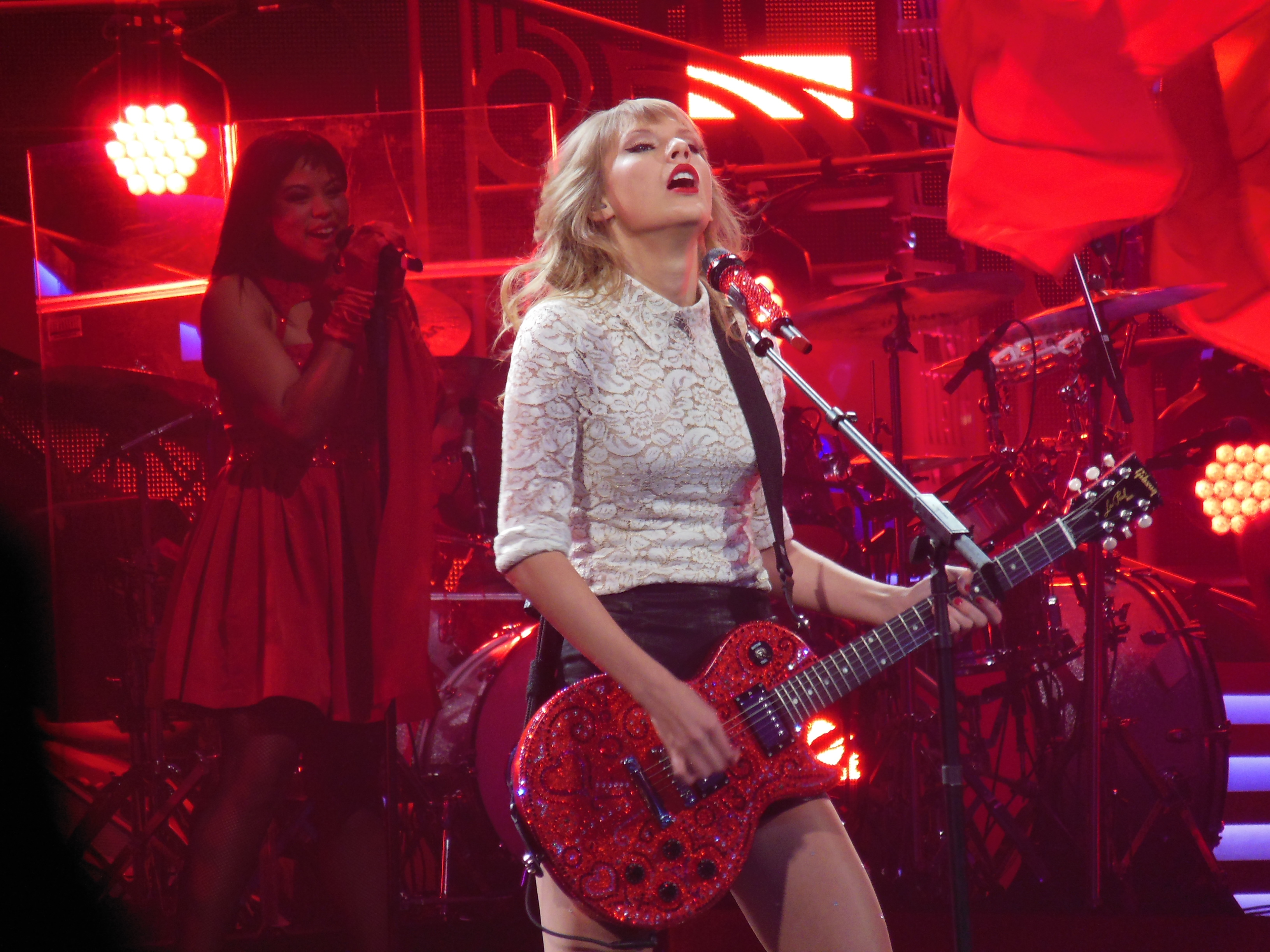
Swift podczas Red Tour (2013)

13 sierpnia 2012 wydała singiel „We Are Never Ever Getting Back Together”, którym zapowiedziała swój czwarty album. Głównym producentem płyty został Nathan Chapman, ale Swift nagrywała utwory u różnych producentów, współpracowała m.in. z Danem Wilsonem, Butch’em Walkerem, Lori McKenną, Edem Sheeranem i Markiem Fosterem z Foster the People. 22 września wystąpiła na iHeartRadio Festivalu. Również we wrześniu wypuściła do sprzedaży swoje drugie perfumy – „Wonderstruck Enchanted”. 9 października 2012 ujawniła listę utworów z albumu pt. Red. Płytę wydała 22 października i zadebiutowała z nią na szczycie zestawienia Billboard 200 z rekordową sprzedażą 1,2 mln kopii w pierwszym tygodniu od premiery, dzięki czemu stała się jedyną kobietą mającą więcej niż jeden krążek, który w pierwszym tygodniu premiery sprzedał się powyżej miliona kopii. Red został 18. krążkiem w historii Billboardu, który rozszedł się powyżej miliona kopii w jednym tygodniu. Swift promowała album m.in. teledyskiem do piosenki „I Knew You Were Trouble”.
13 marca 2013 rozpoczęła swoją czwartą światową trasę koncertową w karierze – Red Tour.

### 2014–2016:1989
27 października 2014 wydała album pt. 1989, na którym umieściła piosenki swojego autorstwa, powstałe przy współpracy z Jackiem Antonoff, Imogen Heap, Ryanem Tedderem, Maxem Martinem, Shellbackiem i Ali Payami. Płytę wydała jako swój pierwszy oficjalny album po rozstaniu się z członkami jej długoletniego zespołu. Przy nagrywaniu albumu inspirowała się muzyką Petera Gabriela, Phila Collinsa, Annie Lennox, Madonny i Fine Young Cannibals. Porzuciła brzmienia country na rzecz muzyki pop. Rob Sheffield z Rolling Stone zauważył: „Głęboko dziwne, gorączkowo emocjonalne, szalenie entuzjastycznie, 1989 brzmi dokładnie tak, jak Taylor Swift, nawet jeśli brzmi to jak nic, co kiedykolwiek wcześniej próbowała”. Jon Caramanica z The New York Times zauważył, że Swift „stworzyła pop prawie bez współczesnych odniesień” i „sięgający gdzieś jeszcze wyżej, tryb ponadczasowości, że niewiele prawdziwych gwiazd muzyki pop zadaje sobie trud do dążenia w tym kierunku”. Piosenkarka podczas kampanii promocyjnej 1989 zaprosiła fanów do tajnych sesji odsłuchania jej albumu do domów w Nowym Jorku, Nashville, Los Angeles i Rhode Island. Album 1989 zadebiutował na pierwszym miejscu notowania Billboard 200, sprzedając się w nakładzie 1 287 000 egzemplarzy w pierwszym tygodniu po premierze, dzięki czemu Swift została pierwszą piosenkarką, która w trakcie swojej kariery muzycznej sprzedała ponad milion egzemplarzy swoich trzech albumów studyjnych (Speak Now, Red, 1989) w pierwszym tygodniu premiery. 1989 stał się najszybciej sprzedającym albumem w Stanach Zjednoczonych od 10 lat.
Album promowała singlami: „Shake It Off”,„Blank Space”, „Style”, „Bad Blood” (teledysk do wersji nagranej z Kendrickiem Lamarem pobił rekord VEVO, notując 20,1 mln wyświetleń), „Wildest Dreams”, „Out of the Woods” i „New Romantics”. 19 listopada 2014 została pierwszą piosenkarką w historii notowania Billboard, której dwa kolejne utwory zajmowały pierwsze miejsce na liście.
W 2014 usunęła katalog swoich piosenek ze Spotify w geście niezgody na odmawianie przez platformę wypłacania tantiem artystom, których utwory były odtwarzane w darmowej wersji serwisu. Z podobnych powodów zapowiedziała w liście otwartym do Apple wycofanie swojego albumu 1989 z oferty Apple Music, ale ostatecznie do tego nie doszło po wprowadzeniu przez platformę zmian w wypłacaniu tantiem za okres próbny dla subskrybentów.
Od 5 lutego do 12 grudnia 2015 grała międzynarodową trasę koncertową The 1989 World Tour, za którą uzyskała pozytywne recenzje od krytyków muzycznych. 15 lutego 2016 na 58. gali wręczenia nagród Grammy otrzymała trzy statuetki – za najlepszy album i najlepszy album pop (obie za 1989) oraz za teledysk roku („Bad Blood”), poza tym była nominowana do tej nagrody jeszcze w siedmiu kategoriach. W kwietniu tego samego roku zagrała koncert na festiwalu Caochella. W tym okresie, posługując się pseudonimem „Nils Sjoberg”, napisała utwór „This Is What You Came For” dla Calvina Harrisa i Rihanny oraz „Better Man” dla zespołu Little Big Town.

### 2017–2018:Reputation

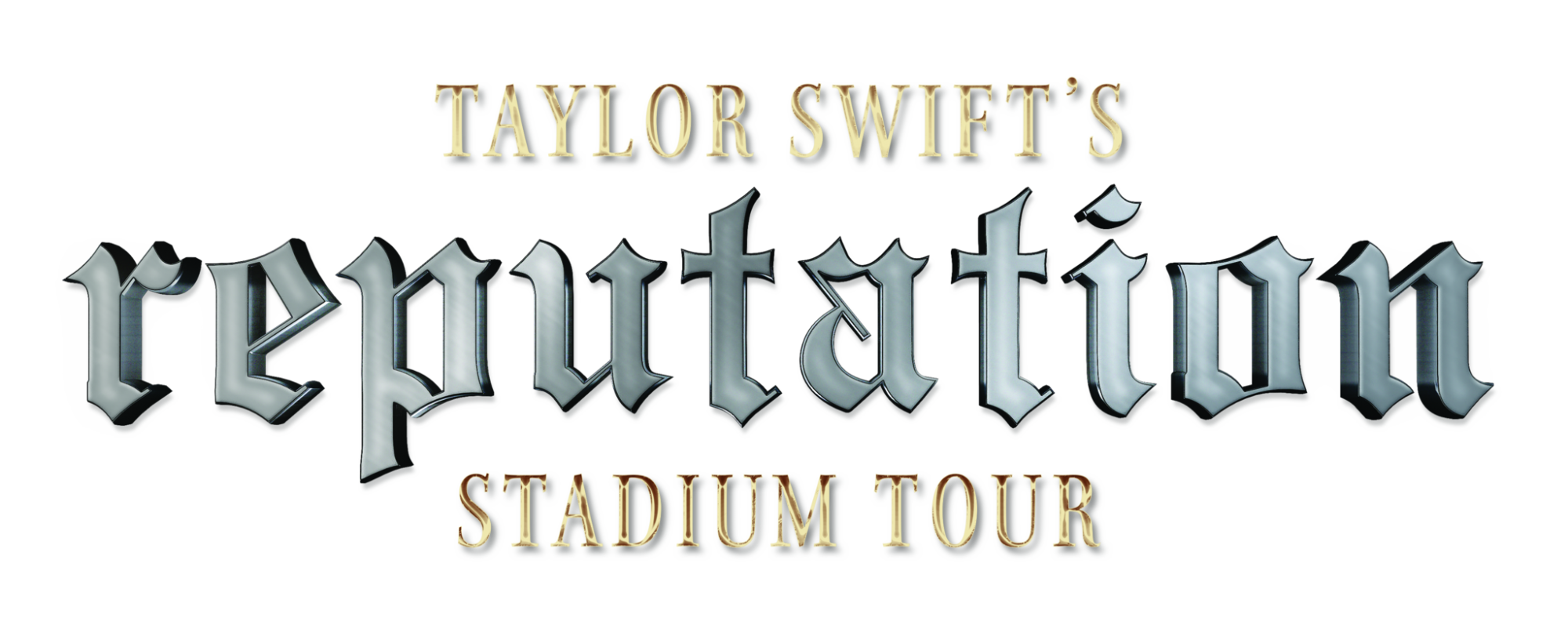
Logo promujące trasę koncertową

W związku z powszechną krytyką jej osoby, która nasiliła się po premierze utworu Kanye Westa „Famous” w czerwcu 2016 i po nagłośnionej przez Kim Kardashian kampanii medialnej przeciwko niej usunęła się z przestrzeni publicznej na kilka miesięcy. W styczniu 2017 premierę miał utwór „I Don’t Wanna Live Forever”, który nagrała w duecie z Zaynem Malikiem na ścieżkę dźwiękową do filmu Ciemniejsza strona Greya.
27 sierpnia 2017 opublikowała teledysk do „Look What You Made Me Do”, pierwszego singla ze swojej kolejnej płyty. Premiera wideoklipu odbyła się tego samego dnia na gali MTV Video Music Awards 2017. Teledysk w ciągu 24 godzin został obejrzany ponad 43 mln razy, czym Swift ustanowiła światowy rekord. 3 września wydała singiel promocyjny z utworem „...Ready for It?”, do którego zrealizowała teledysk. Do dnia wydania płyty wypuściła jeszcze dwa single: „Gorgeous” i „Call It What You Want”. 10 listopada 2017 wydała album pt. Reputation, który w pierwszym tygodniu od premiery rozszedł się w nakładzie 1 216 000 kopii, zostając najlepiej sprzedającym się płytą w Stanach Zjednoczonych w 2017.
11 stycznia 2018 premierę miał teledysk do piosenki „End Game”, którą nagrała z Edem Sheeranem i Future. 12 marca na gali iHeartRadio Music Awards zaprezentowała wideoklip do piosenki „Delicate”. Od 8 maja do 21 listopada odbywała trasę koncertową Reputation Stadium Tour, która okazała się jedną z najbardziej dochodowych tras w historii amerykańskiej muzyki rozrywkowej. Jeden z koncertów został zarejestrowany i opublikowany na platformie Netflix w formie filmu dokumenalnego Taylor Swift: Reputation Stadium Tour.

### 2019–2020:Lover, Folklore i Evermore

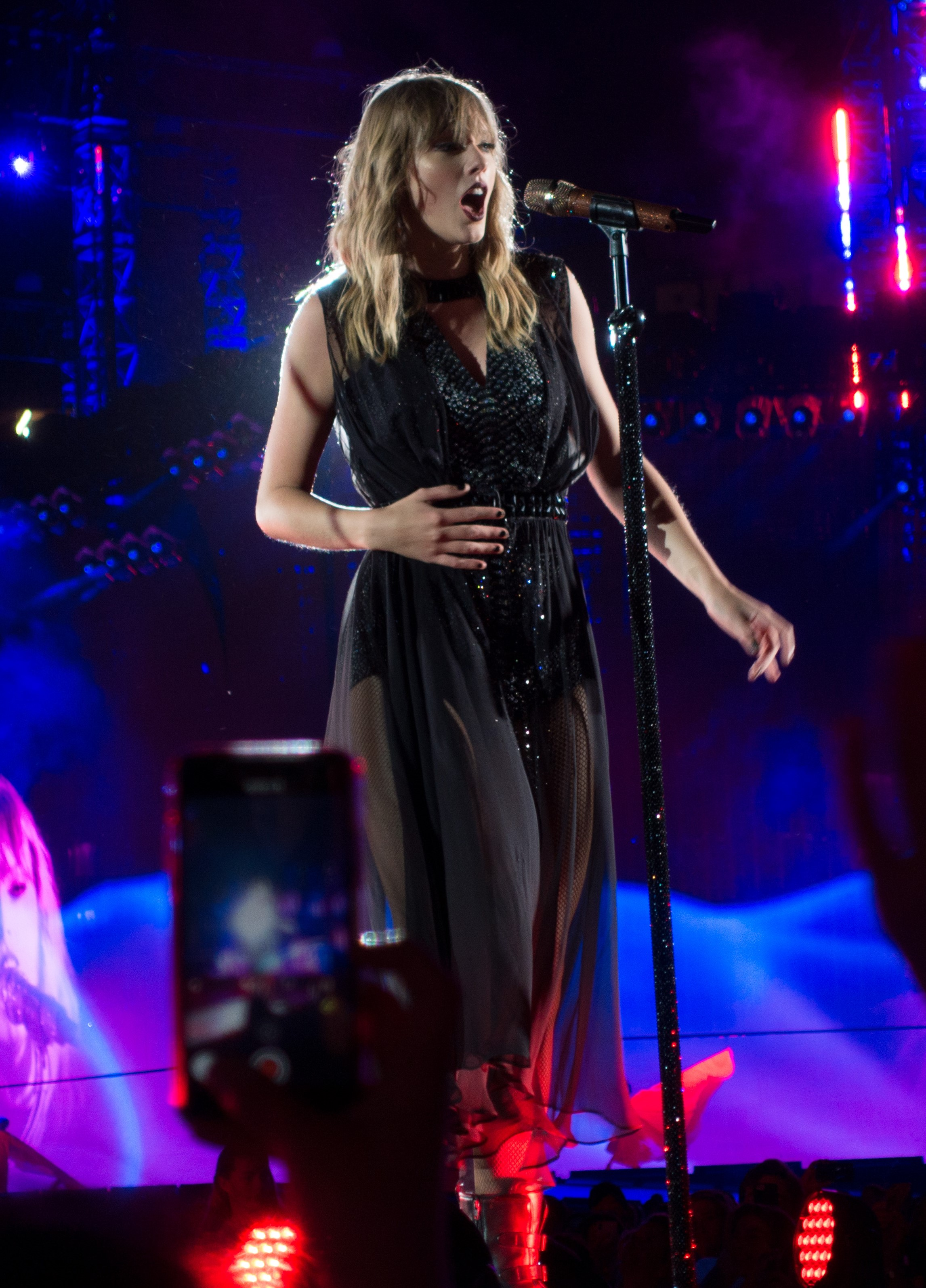
Swift w trakcie koncertu

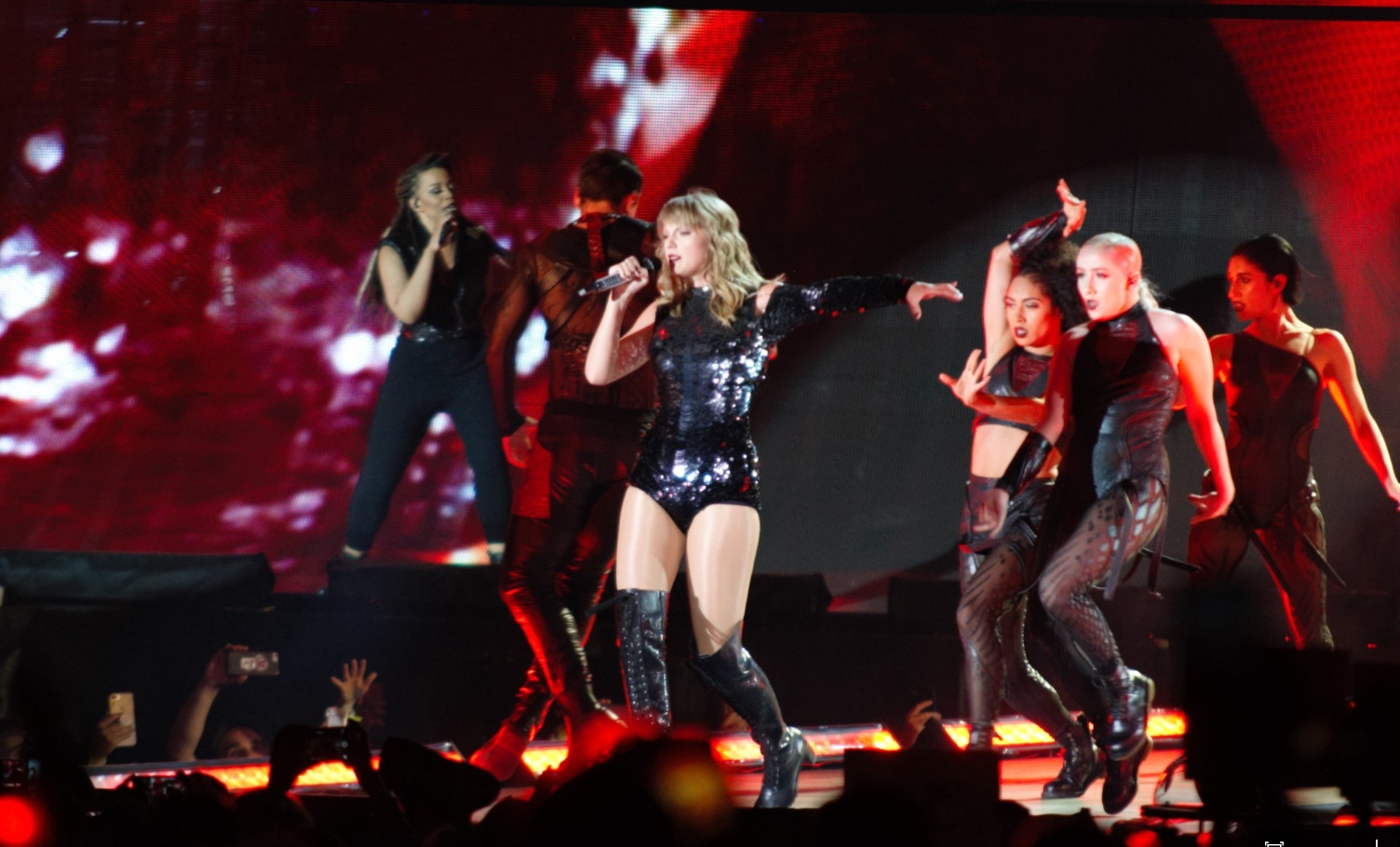
Swift podczas trasy koncertowej Reputation Stadium Tour (2018)

Po sprzedaży wytwórni Big Machine holdingowi Ithaca Scootera Brauna w 2019 podpisała kontrakt z Universal Music Group. 26 kwietnia tego samego roku wydała „Me!”, pierwszy singiel ze swojej kolejnej płyty. Utwór stworzyła z Brendonem Urie i Joelem Little. 14 czerwca i 16 sierpnia tego samego roku wydała kolejne dwa single z płyty: „You Need to Calm Down” i „Lover”, do obu nakręciła teledyski. W międzyczasie wydała też singiel „The Archer”. 23 sierpnia 2019 wydała album pt. Lover, który w przedsprzedaży został kupiony 178 600 razy, co czyni go najczęściej kupowanym krążkiem w przedsprzedaży autorstwa artystki żeńskiej w ciągu jednego dnia na platformie Apple Music. W lutym 2020 opublikowała teledysk do ostatniego singla z płyty – „The Man”
Od 20 czerwca do 1 sierpnia 2020 miała odbyć trasę koncertową pt. Lover Fest obejmującą 17 koncertów na trzech kontynentach, w tym jeden w Polsce podczas festiwalu Open’er, jednak trasa została odwołana z powodu pandemii COVID-19. 24 lipca 2020 wydała album pt. Folklore, na którym umieściła folkowy i indie rockowy materiał i który spotkał się z wielkim uznaniem wśród krytyków m.in. w serwisie Metacritic. Album zadebiutował na szczycie listy przebojów Billboard i pozostał tam przez osiem tygodni. W tym samym czasie, na szczycie notowania Billboard Hot 100 znajdował się jedyny singiel promujący ten album – „Cardigan”. Dwa inne utwory z albumu – „the 1” i „exile” z gościnnym udziałem grupy Bon Iver – znalazły się w czwartym i szóstym miejscu listy Hot 100. W listopadzie 2020 Swift wraz z Disney+ wydała film dokumentalny pt. Folklore: The Long Pond Studio Sessions, w którym autorka tekstów i producenci albumu Folklore objaśniali proces jego powstawania na odległość i znaczenie poszczególnych piosenek. 11 grudnia wydała album pt. Evermore, który dotarł na szczyt listy Billboard i spędził tam cztery tygodnie. Jedynym singlem promującym album był utwór „willow”, który dotarł do pierwszego miejsca Billboard Hot 100.

### 2021-2024: Ponowne nagrywanie albumów,Midnights,The Tortured Poets Departmenti trasa koncertowa The Eras Tour
12 lutego 2021 wydała nową wersję swojego utworu „Love Story” z 2008 w odświeżonej aranżacji, czym rozpoczęła proces ponownego nagrywania swoich albumów wydanych w latach 2006–2019. Podjęła te działania, by odzyskać prawa do swoich albumów i singli, które zostały sprzedane wbrew jej woli w 2019 holdingowi Ithaca Scootera Brauna. 14 marca 2021 otrzymała nagrodę Grammy za album roku (Folklore ), zostając pierwszą kobietą w historii, która trzy razy zdobyła statuetkę w tej kategorii.
9 kwietnia 2021 wydała Fearless (Taylor’s Version), reedycję albumu z 2008, na której – poza 19 utworami z pierwszej edycji albumu – umieściła również piosenkę napisaną do filmu „Walentynki” i sześć wcześniej niepublikowanych nagrań. Swift ponownie współpracowała z Colbie Caillat, a także zaśpiewała z Keithem Urbanem i Maren Morris. 12 listopada tego samego roku wydała Red (Taylor’s Version), reedycję swojego albumu z 2012, na której umieściła 30 utworów, z czego dziewięć wcześniej niepublikowanych. Utworem zamykającym nagranie jest „All Too Well (10 Minute Version)”, czyli przedłużona, 10-minutowa wersja utworu o tym samym tytule z albumu Red. Wraz z klipami dla każdej z piosenek Swift opublikowała na YouTube film krótkometrażowy pt. All Too Well: The Short Film który sama wyreżyserowała. Na krążku pojawili się gościnnie: Ed Sheeran, Phoebe Bridgers, Gary Lightbody i Chris Stapleton. Dołączony został również charytatywny singiel „Ronan” z 2012, który początkowo nie znajdował się na albumie. 17 listopada 2021 wydała teledysk do piosenki „I Bet You Think About Me”, który powstał we współpracy z Blake Lively i Miles Tellerem. W celu promocji albumu wystąpiła podczas Saturday Night Live i zorganizowała imprezę premierową dla filmu All Too Well w Nowym Jorku. W międzyczasie wydała jeszcze dwie swoje piosenki w nowych aranżacjach: „Wildest Dreams (Taylor’s Version)” i „This Love (Taylor’s Version)”; pierwszy pojawił się w zwiastunie filmu animowanego Mustang z Dzikiej Doliny: Droga do wolności (2021), a drugi – w zapowiedzi serialu Amazon Prime Video The Summer I Turned Pretty (2022). Poza albumami, w latach 2021–2023 zaśpiewała gościnnie w pięciu utworach: „Renegade” i „Birch” zespołu Big Red Machine, remiksie utworu „Gasoline” zespołu Haim, „The Joker and the Queen” Eda Sheerana oraz „The Alcott” zespołu The National.
18 maja 2022 odebrała honorowy tytuł doktora sztuk pięknych od Uniwersytetu Nowojorskiego. Również w 2022 otrzymała Nashville Songwriter Award dla songwriterki dekady.
21 października 2022 wydała album pt. Midnights, z którym m.in. zadebiutowała na szczycie Billboard 200. W dniu wydania krążka piosenki na nim zawarte zostały odsłuchane w serwisie Spotify łącznie ponad 184 miliony razy – płyta tym samym pobiła rekord na najczęściej słuchany album w aplikacji w ciągu jednego dnia. Album promowała singlami: „Anti-Hero” (zadebiutowała z nim na szczycie Billboard Hot 100), „Lavender Haze” i „Karma” (gościnnie Ice Spice).W notowaniu Billboard Hot 100 z 5 listopada 2022 całą pierwszą „dziesiątkę” listy zajęła utwory z Midnights, co uczyniło Swift pierwszą piosenkarką, która tego dokonała.
17 marca 2023 koncertem w Glendale rozpoczęła międzynarodową trasę koncertową The Eras Tour, na której prezentowała cały przekrój swojej tworczości. 2,4 mln biletów na amerykańską część trasy zostało wykupionych w ciągu kilku minut, a koncerty dołożyły do gospodarki Stanów Zjednoczonych 5,7 bln dol, zaś Swift zarobiła na trasie 600 mln dol. 11 października tego samego roku w Los Angeles odbyła się światowa premiera filmu dokumentalnego Taylor Swift: The Eras Tour o trasie koncertowej Swift.
7 lipca 2023 wydała album pt. Speak Now (Taylor’s Version) z sześcioma premierowymi piosenkami, a także z gościnnym udziałem Hayley Williams (z zespołu Paramore) i zespołu Fall Out Boy.
27 października 2023 wydała album pt. 1989 (Taylor’s Version) z pięcioma niepublikowanymi wcześniej utworami, m.in. „Slut!”.   
4 lutego 2024 na gali rozdania nagród Grammy otrzymała statuetki za najlepszy wokalny album pop i album roku (obie za Midnights). 19 kwietnia tego samego roku wydała dwupłytowy album pt. The Tortured Poets Department, na który gościnnie wystąpili Post Malone i zespół Florence and the Machine. Z płytą dotarła do pierwszego miejsca na liście sprzedaży Billboard 200. TTPD pozostaje najczęściej odtwarzanym albumem w historii Spotify, odnotowując 314,5 mln odtworzeń w dniu premiery. Od 1 do 3 sierpnia 2024 Swift w ramach międzynarodowej części trasy The Eras Tour zagrała trzy koncerty w Polsce – na Stadionie Narodowym w Warszawie.

### Od 2025:The Life of a Showgirl
30 maja 2025 ogłosiła, że sfinalizowała zakup masterów do jej pierwszych sześciu albumów od Shamrock Holdings, przez co odebrała prawa do albumów Braunowi. Trzy miesiące później zapowiedziała swój kolejny album studyjny – The Life of a Showgirl.

## Kariera telewizyjna i filmowa

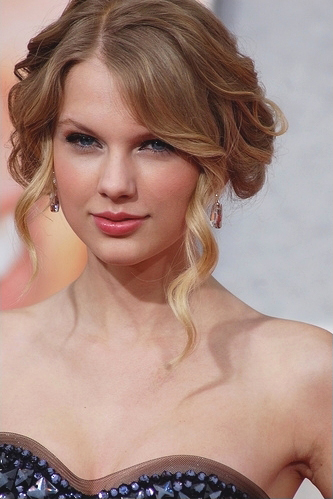
Swift podczas premiery filmu Hannah Montana: Film (2009)

Jako aktorka zadebiutowała małą rolą w serialu Thumb Wrestling Federation. W 2008 wystąpiła w teledysku do utworu „Online” Brada Paisleya i wzięła udział w nagrywaniu filmów dokumentalnych: MTV’s Once Upon a Prom dla MTV i CMT Crossroads dla CMT.
Pojawiła się gościnnie w filmie koncertowym Jonas Brothers: Koncert 3D (2009). Wystąpiła w odcinku pt „Turn, Turn, Turn” serialu CSI: Kryminalne zagadki Las Vegas, który w dniu emisji – 5 marca 2009 – obejrzało 20,8 mln telewidzów w Stanach Zjednoczonych. Wystąpiła także w roli cameo w filmie Hannah Montana: The Movie (2009).
Została bohaterką odcinka programu telewizyjnego Dateline NBC z 31 maja 2009 pt. „On Tour with Taylor Swift”, który przedstawiał materiały z podróżnego autobusu artystki, a także zapisy jej koncertów i prób.
7 listopada 2009 współprowadziła program Saturday Night Live, którego była także gościem muzycznym.
W 2010 zadebiutowała na dużym ekranie rolą w komedii romantycznej Walentynki (2010), w której wystąpiła u boku m.in.: Jamiego Foxxa, Julii Roberts, Shirley MacLaine, Jessiki Alby i Ashtona Kutchera. Użyczyła głosu Audrey w filmie animowanym Lorax (2012), za co otrzymała nagrodę Teen Choice Award. Zagrała Rosemary w filmie Dawca pamięci (2014). Wcieliła się w rolę Bombaluriny w filmowej adaptacji musicalu Koty (2019). Zagrała w filmie Davida O. Russella Amsterdam (2022) z Christianem Bale’em, Margot Robbie, Anyą Taylor-Joy i Chrisem Rockiem.
Była bohaterką filmu dokumentalnego Miss Americana (2019) nakręconego dla platformy Netflix.

## Wpływ na popkulturę
W 2008 została okrzyknięta dziewczyną roku przez redakcję czasopisma „Cosmogirl”. W 2009 została określona artystką roku przez redakcję magazynu „Billboard”, która dwa lata później wyróżniła ją tytułem Kobiety Roku. W 2023 redakcja „Time’a” okrzyknęła ją osobą roku, a wydanie gazety ze Swift na okładce rozszedł się w rekordowym nakładzie 238 808 egzemplarzy.
Redakcja magazynu „Rolling Stone” w 2009 umieściła Swift w zestawieniu The RS 100: Agents of Change, czyli 100 postaci, które zmieniają Amerykę. Redakcja czasopisma „People” uznała ja za jedną z 25 najbardziej intrygujących osób w 2009. W 2011 w rankingu magazynu „Forbes” zajęła siódme miejsce na liście najbardziej wpływowych postaci show biznesu – w okresie 12 miesięcy jej zarobki wyniosły 45 mln dol.; w 2012 zajęła 11. miejsce w kolejnym takim zestawieniu, z rocznym dochodem w wysokości 57 mln dol. Wartość medialna Swift wyceniana jest na 130 bln dol. W 2023 była, według redakcji „Forbesa”, drugą najlepiej opłacaną artystką na świecie, z rocznym przychodem w wysokości z 92 mln dol. z nagrań, cyfrowej dystrybucji muzyki i koncertów. W 2024 „Forbes” oszacował majątek Swift na 1,6 miliarda dolarów, co uczyniło ją najbogatszą piosenkarką na świecie.

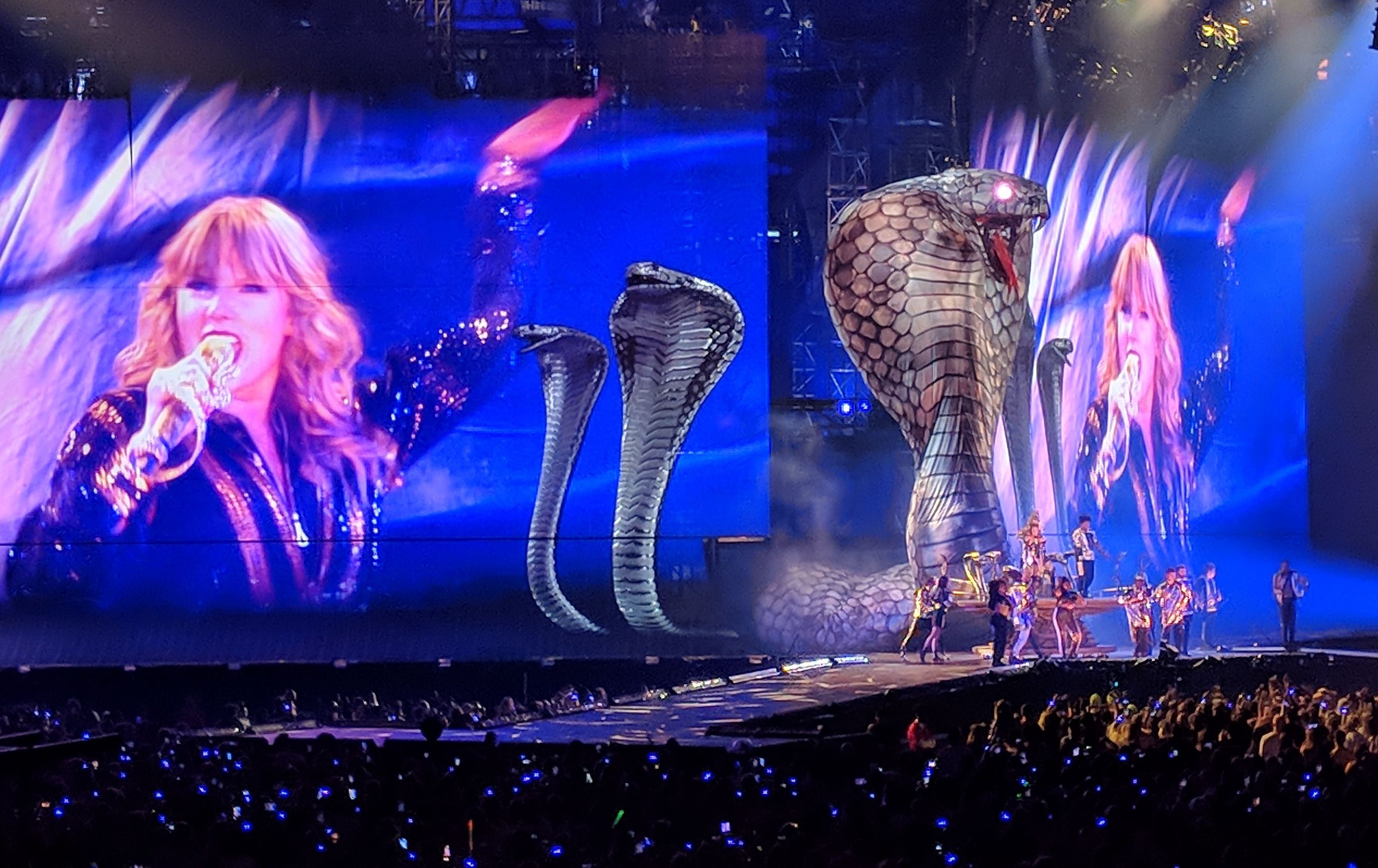
Swift podczas Reputation Stadium Tour (2018)

W 2008 łączna sprzedaż albumów Swift wyniosła ponad 4 mln kopii, czyniąc z niej najlepiej sprzedającego się artystę w Stanach Zjednoczonych w tymże okresie. Ten sam tytuł zyskała również w 2010, kiedy to łączna sprzedaż jej albumów wyniosła 4,46 mln egzemplarzy – najwięcej spośród wszystkich artystów. W 2012 Nielsen SoundScan umieścił Swift na czwartym miejscu listy artystek, które sprzedały najwięcej wydawnictw w formie digital download w historii, z ponad 41 mln jej utworów zakupionych cyfrowo. Do 2019 Swift sprzedała w USA 32,7 mln kopii swoich albumów, co czyni ją piątą w historii piosenkarką, która sprzedała największą liczbę egzemplarzy swoich albumów od 1991. Na całym świecie sprzedała ponad 50 mln kopii albumów i 150 milionów kopii singli. Jest uznawana za jedną z najlepiej sprzedających się artystek muzycznych w historii. Po wydaniu folklore stała się kobietą z największą liczbą tygodni (48) spędzonych na szczycie listy albumów Billboard.
Jakks Pacific pod koniec 2008 wyprodukował lalkę Taylor Swift.
Została wspominana przez Kanye Westa w utworze „Famous”.
Posiada liczną społeczność fanów nazywaną „Swifties”. Fenomen Swift poddawany jest analizom akademickim m.in. na New York University i Uniwersytecie Harvarda.
Swift jako swoją muzyczną inspirację wymieniają m.in. Olivia Rodrigo i Camila Cabello.

## Teksty piosenek
Pierwsze teksty zaczęła pisać, kiedy miała sześć lat. Niemal wszystkie teksty utworów Swift są autobiograficzne, co ona sama kiedyś podsumowała słowami: „Jeśli słuchasz moich albumów, to tak, jakbyś czytał mój pamiętnik”. Dodała, że próbuje pisać piosenki, które trafiałyby do każdego: „Nie chcę tworzyć tekstów, do których nie mogliby się odnieść moi fani”. W pierwszych latach twórczości pisała o problemach, z którymi mierzą się nastolatki, czyli m.in. o zaburzeniach odżywiania, nieodwzajemnionej miłości, prześladowaniach, poszukiwaniu siebie i pierwszych relacjach uczuciowych.
Prywatna natura tekstów wzbudzała duże zainteresowanie mediów i słuchaczy, co Swift skomentowała słowami: „Myślałam, że ludziom trudno będzie się do nich odnieść, ale okazało się, że im bardziej osobiste były moje utwory, tym bliższe stawały się słuchaczom”. Autobiograficzny kontekst utworów spowodował, że fani Swift zaczęli interesować się ich inspiracjami. Artystka przyznała: „Każdy z chłopaków, o którym napisałam piosenkę, został wyśledzony na MySpace przez moich fanów”. Inspiracją do napisania utworu „Forever & Always” były relacje Swift z Joe Jonasem. Związek z Taylorem Lautnerem zainspirował ją do napisania piosenki „Back to December”. Utwory „Ours” i „Dear John” napisała myślą o byłym partnerze, Johnie Mayerze. Utworem „All Too Well” nawiązała do relacji z aktorem Jake’em Gyllenhaalem.
W utworach „Blank Space” i „Shake If Off” żartobliwie nawiązała do postawy mediów plotkarskich, które zarzucały jej cyniczne pisanie o byłych partnerach w swoich utworach. W piosence „Bad Blood” napisała o przyjacielskiej zdradzie – spekulowano, że adresatką utworu jest Katy Perry. W utworze „ThanK you, aIMee” nawiązała do medialnego sporu z Kim Kardashian. Piosenką „You Need to Calm Down” wyraziła swoje wsparcie dla społeczności LGBT. W utworze „Slut!” opowiedziała o zjawisku tzw. slut-shamingu, czyli zawstydzaniu kobiet ich seksualnością. Piosenkę „Long Live” napisała o swoich fanach.
Biografowie niekiedy doszukują się podobieństwa w stylu pisania tekstów przez Swift do dzieł Sylvii Plath. Artystka czasem nawiązuje w swojej twórczości do dzieł poetów romantycznych, np. Williama Wordswortha, Samuela Coleridge’a czy Nathaniela Hawthrone’a. W tekstach często akcentuje kolory w swoich tekstach, a także wspomina o różnych alkoholach. W swojej twórczości czasem wykorzystuje gotyckie motywy, m.in. noc, burzę, ciemność, krew, sen, śmierć, klątwy, melancholię i przeznaczenie.

## Działalność filantropijna
21 września 2007 pomogła zapoczątkować kampanię mającą chronić dzieci przed internetową pedofilią. Następnie nawiązała współpracę z gubernatorem stanu Tennessee, Philem Bredesenem, aby zwalczać internetową przestępczość seksualną. Roczna kampania, prowadzona z udziałem Tennessee Association of Chiefs of Police, informowała o zasadach bezpiecznego korzystania z Internetu, które przekazywane były w różnych formach rodzicom oraz uczniom na terenie całego stanu.
Współpracowała również z fundacją Sound Matters w kampanii mającej ostrzegać przed niedosłuchem wynikającym ze zbyt dużego natężenia głośności, głównie muzyki.

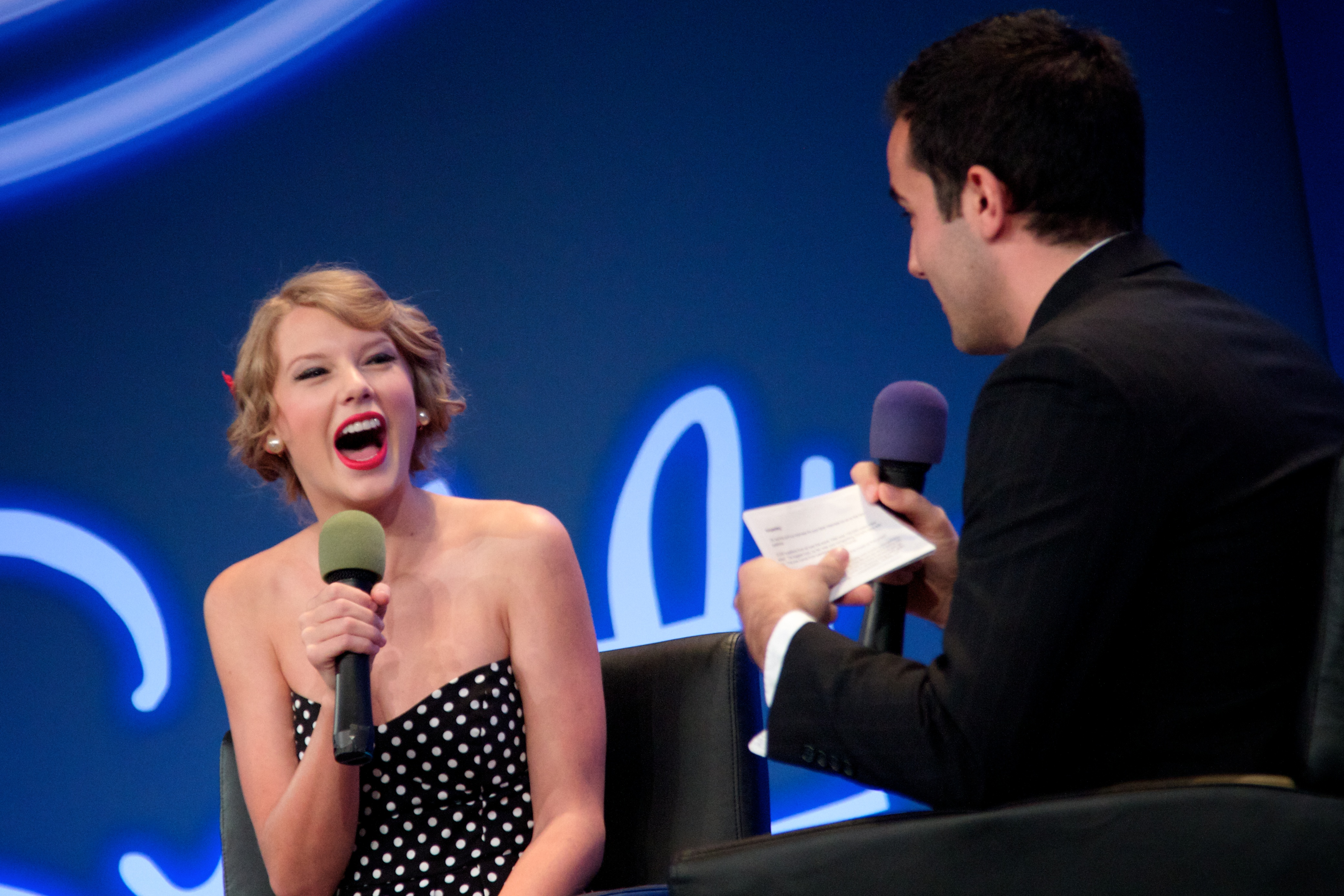
Swift w programie YouTube Presents

Na początku 2008 przekazała różowego Chevroleta dziecięcej organizacji charytatywnej Victory Junction Gang. W czerwcu tego samego roku przeznaczyła wszystkie środki ze sprzedaży biletów na jej występ podczas Country Music Festival organizacjom: Czerwonemu Krzyżowi, Nashville Area Red Cross Disaster Relief Fund i National American Red Cross Disaster Relief Fund.
Przekazała 100 tys. dol. oddziałowi Czerwonego Krzyża w Cedar Rapids na rzecz ofiar powodzi w stanie Iowa w 2008. Wystąpiła podczas charytatywnego koncertu Sound Relief w Australii, który odbył się w odpowiedzi na pożary buszu w Wiktorii z 2009. W reakcji na powodzie, którymi w 2010 dotknięty został stan Tennessee, przekazała 500 tys. dolarów na pomoc poszkodowanym. We wrześniu 2017 przekazała „bardzo pokaźną” kwotę dla ofiar Huraganu Harvey.
Wspiera działania akcji @15, dzięki której młodzież decyduje, na co zostaną przeznaczone charytatywne donacje przedsiębiorstwa. W kampanii @15 wykorzystana została piosenka Swift – „Fifteen”.
Przekazała swoją suknię z balu maturalnego na charytatywną aukcję, a dochód z jej sprzedaży wyniósł 1,2 tys. dol. Ofiarowała fundacji „Wish Upon a Hero” parę butów na wysokich obcasach projektu Betsey Johnson, a zysk z jej sprzedaży przekazany został na pomoc kobietom chorym na raka.
20 listopada 2009, po występie w ramach dorocznej akcji Children in Need BBC, poinformowała sir Terry’ego Wogana, że przekaże 13 tys. funtów na rzecz programu. 13 grudnia 2009 przekazała 250 tys. dol. szkołom na terenie całych Stanów Zjednoczonych, które odwiedziła i z którymi miała do czynienia.
W 2017 wpłaciła 113 tys. dol. na rzecz fundacji Tennessee Equality Project zajmującej się walką o równość dla społeczności LGBT.
W 2018 podczas wyborów uzupełniających do Kongresu zaapelowała o głosowanie na kandydatów Partii Demokratycznej.

## Wizerunek i inna aktywność
Znalazła się na okładkach wielu czasopism, w tym m.in. magazynu Blender, stając się drugą artystką country w historii gazety, która tego dokonała. Obecna była na listach 100 najpiękniejszych ludzi show-biznesu według People w latach 2008–2010. Magazyn Maxim umieścił ją na 57. miejscu zestawienia najpiękniejszych dziewczyn roku w 2008, na 50. miejsce w 2009 i 31. miejscu w 2010. 
Od 2008 jest twarzą odzieżowej marki L.E.I. Jeans. W 2009 wystąpiła w serii reklam promujących drużynę NHL Nashville Predators. W 2011 została ambasadorką marki kosmetycznej CoverGirl. W 2012 została ambasadorką reklamową marki butów Keds.
Inwestuje w nieruchomości w Nowym Jorku, Nashville, Los Angeles i Rhode Island.

## Życie prywatne
W 2008 była związana z wokalistą Joe Jonasem, jednak ich związek zakończył się po kilku miesiącach. 11 listopada 2008 powiedziała w programie The Ellen DeGeneres Show: „Kiedy patrzę na tę osobę [która będzie ze mną zawsze], nawet nie pamiętam o chłopaku, który zerwał ze mną przez telefon podczas 27-sekundowej rozmowy, gdy miałam 18 lat”. Jonas odpowiedział na te słowa, mówiąc: „Ta rozmowa trwała tyle, bo osoba, z którą rozmawiałem, nie chciała przyjąć do wiadomości decyzji, którą podjąłem, i się rozłączyła”. Spotykała się także z Taylorem Lautnerem (2009), Johnem Mayerem, Jakie’m Gyllenhaalem, Conorem Kennedym, Harrym Stylesem (2012−2013) Calvinem Harrisem i Tomem Hiddlestonem. W latach 2016–2023 pozostawała w nieformalnym związku z aktorem Joe Alwynem. W połowie 2023 spotykała się z Mattym Healym. Następnie związała się z futbolistą Travisem Kelce, a ich relacja uczuciowa przyciągnęła sporą uwagę mediów i spowodowała znaczny wzrost oglądalności meczów NFL z udziałem drużyny Kansas City Chiefs, w której gra Kelce.
Ma kilka kotów, które angażowała do swoich projektów. W listopadzie 2011 nabyła kotkę rasy szkocki zwisłouchy, której nadała imię Meredith (na cześć Meredith Grey, głównej bohaterki serialu Chirurdzy) i którą pokazała w wideoklipie do utworu „Ours”. W czerwcu 2014 kupiła drugą kotkę (również rasy szkocki zwisłouchy), nazwaną Olivia (na cześć detektyw Olivii Benson, bohaterki serialu Prawo i porządek), która wystąpiła w reklamie Diet Coke, AT&T i w teledysku do piosenki „Blank Space”. W maju 2019 zaadoptowała kota imieniem Benjamin Button (w hołdzie bohaterowi filmu Ciekawy przypadek Benjamina Buttona), który pojawił się w teledysku do piosenki „Me!” z 2019.

## Dyskografia
- 2006: Taylor Swift
- 2008: Fearless
  - 2021: Fearless (Taylor’s Version)
- 2010: Speak Now
  - 2023: Speak Now (Taylor’s Version)
- 2012: Red
  - 2021: Red (Taylor’s Version)
- 2014: 1989
  - 2023: 1989 (Taylor’s Version)
- 2017: Reputation
- 2019: Lover
- 2020: Folklore
- 2020: Evermore
- 2022: Midnights
- 2024: The Tortured Poets Department
- TBA: The Life of a Showgirl

## Filmografia
| Rok  | Film                                    | Rola                          | Informacje                  |
| ---- | --------------------------------------- | ----------------------------- | --------------------------- |
| 2009 | Jonas Brothers: Koncert 3D              | ona sama                      | cameo                       |
| 2009 | CSI: Crime Scene Investigation          | Haley Jones                   | odcinek: „Turn, Turn, Turn” |
| 2009 | Hannah Montana: The Movie               | dziewczyna śpiewająca w barze | cameo                       |
| 2010 | Walentynki                              | Felicia                       | debiut filmowy              |
| 2010 | Taylor Swift: Journey to Fearless       | ona sama                      | główna rola                 |
| 2012 | The Lorax                               | Audrey                        | głos                        |
| 2012 | Bruno the Robot                         | różne role                    | głos                        |
| 2013 | Jess i chłopaki                         | Elaine                        | odcinek „Elaine’s Big Day”  |
| 2014 | Dawca pamięci                           | Rosemary                      |                             |
| 2015 | Taylor Swift: Superstar                 | ona sama                      | biografia                   |
| 2015 | The 1989 World Tour                     | ona sama                      | główna rola                 |
| 2018 | Reputation Stadium Tour                 | ona sama                      | główna rola                 |
| 2019 | Koty (adaptacja musicalu)               | Bombalurina                   |                             |
| 2020 | Miss Americana                          | ona sama                      | główna rola                 |
| 2020 | Folklore: The Long Pond Studio Sessions | ona sama                      | główna rola                 |
| 2021 | All Too Well: The Short Film            | Her, Later On                 | krótkometrażowy             |
| 2022 | Amsterdam                               | Liz Meekins                   |                             |
| 2023 | The Eras Tour                           | ona sama                      | główna rola                 |

## Trasy koncertowe
- Fearless Tour (2009–2010)
- Speak Now World Tour (2011–2012)
- Red Tour (2013–2014)
- 1989 World Tour (2015)
- Reputation Stadium Tour (2018)
- Lover Fest (2020, odwołana)
- The Eras Tour (2023–2024)